# لاکسویک
لاکسویک (به سوئدی: Laxvik) یک سکونتگاه مسکونی در سوئد است که در شهر هالمستاد واقع شده‌است.

## خصوصیات
لاکسویک ۰٫۵۵ کیلومترمربع مساحت و ۴۷۵ نفر جمعیت دارد.